# شبکه مهاباد
شبکه مهاباد یکی از شبکه‌های زیرمجموعه صدا و سیمای مهاباد است که در شهرستان مهاباد استان آذربایجان غربی فعالیت می‌کند. پخش برنامه‌های شبکه مهاباد با کیفیت HD و فرمت HEVC از طریق فرستنده‌های زمینی از بهمن ۱۴۰۳ آغاز شده‌است.

## تاریخچه
تلویزیون مهاباد در تاریخ۱۳۵۰/۷/۱۸ دایر و افتتاح شده است، در اوایل برنامه ها و اخبار از سوی مرکز(تهران)که عموماً نوارهای فیلم ۸ میلی متری و ۱۶میلی متری و ۳۶ میلی متری بود از طریق ماشین ها و اتوبوس‌های ترمینال به شبکه مهاباد ارسال می شد و در مرکز مهاباد کنداکتور چینی می شد و عصر ها از ساعت ۱۸ تا حدود ساعت ۲۴ شب پخش می شده است که البته در کنداکتور بعضاً دقایقی از اخبار محلی و یا برنامه‌های اجتماعی و فرهنگی ومیزگرد نیز ساخته و پخش می گردید .اما از سال ۱۳۵۴ برنامه ها پس از ایجاد فرستنده‌های تلویزیونی در برخی کوههای کشور ، مرکز مهاباد نیز به رله و تقویت برنامه‌های شبکه می‌پرداخت و به ندرت اقدام به ساخت و تهیهٔ برنامهٔ محلی می‌کرد. اما پس از پیروزی انقلاب واز حدود سال ۱۳۶۳ - ۱۳۶۴ اقدام به تهیه و ساخت برنامه‌های محلی برای پخش از محل و شبکه‌های سراسری نمود.( بخش‌هایی از متن فوق عمدتاً از خاطرات همکاران بازنشسته به‌ویژه آقای عثمان دباغی مکری نقل قول شده است که امیدوارم امانت دارانه نقل قول شده باشد)
در سال ۱۳۵۳ مسئولان وقت صداوسیما اقدام به گسترش ساختمان و طرح توسعهٔ مرکز نموده و در جوار ساختمان تلویزیون «ساختمان طرح توسعه» را احداث نمودند که تا سال ۱۳۵۷ قسمت‌هایی از آن ساخته و احداث گردید. با پیش‌آمدن انقلاب اسلامی و جریان‌های داخلی منطقه و حملهٔ رژیم بعثی به ایران کار احداث طرح توسعه برای مدتی متوقف شد ولی در سال ۱۳۶۳ دوباره پیگیری گردید و ساختمان عظیم و مجهز آن در سال ۱۳۷۰ به پایان رسید و مورد بهره‌برداری قرار گرفت. این ساختمان در هفت طبقه با ده‌ها اتاق و استودیوهای مجهز رادیو–تلویزیون، یکی از تأسیسات بزرگ صداوسیما در غرب کشور می‌باشد.
در سال ۱۳۵۷ قطعهٔ زمینی به مساحت ۲۰ هکتار (۵۰۰ در ۴۰۰) در جادهٔ مهاباد - ارومیه در حوالی روستای دریاس خریداری شد و فرستندهٔ نو (۵۰ کیلوواتی) در آنجا نصب شد که اکنون به محل فرستندهٔ دریاس معروف شده‌است.

## فرستندهٔ تلویزیونی
فرستندهٔ تلویزیونی مهاباد در تاریخ ۱۸/۷/۱۳۵۰ دایر و افتتاح شده بود که اوایل بیشتر به رله و تقویت برنامه‌های شبکه می‌پرداخت و به ندرت اقدام به ساخت و تهیهٔ برنامهٔ محلی می‌کرد. اما پس از پیروزی انقلاب اسلامی راساً اقدام به تهیه و ساخت برنامه‌های محلی برای پخش از محل و شبکه‌های سراسری نمود. سیمای مهاباد روزهای جمعه هر هفته جنگ سه ساعته‌ای را به زبان‌های فارسی و کردی تهیه و پخش می‌نمود و در ایام ویژه نیز اغلب شب‌ها برنامه‌های ویژه‌ای را تدارک دیده و پخش می‌کرد. سیمای مهاباد در تاریخ ۱۳۹۱/۰۱/۰۱ با روزانه شش ساعت کار خود را به‌طور آزمایشی آغاز کرد و بالاخره در پاییز همان سال با افزایش ساعت پخش از شش ساعت به هشت ساعت رسماً افتتاح شد.
این شبکه در مورخهٔ ۹۴/۳/۳ با پیگیری آقای قوی بنیه مدیر کل وقت مرکز با افزایش به ۱۲ ساعت پخش برنامه و پخش ماهواره‌ای برنامه‌هایش عملاً تبدیل به شبکهٔ جهانی شد. هچنین به همت همکاران مرکز ومدیر کل آن (آقای بهرام قوی بنیه) در تاریخ ۹۶/۳/۳ اتفاق بزرگ دیگری را رقم زده و پخش ۲۴ ساعته برنامه‌هایش را شروع نمود. هم‌اکنون این مرکز یکی از پر مخاطب‌ترین شبکه‌های تلویزیونی است.
در سال ۱۳۵۳ مسئولان وقت صداوسیما اقدام به گسترش ساختمان و طرح توسعهٔ مرکز نموده و در جوار ساختمان تلویزیون «ساختمان طرح توسعه» را احداث نمودند که تا سال ۱۳۵۷ قسمت‌هایی از آن ساخته و احداث گردید. با پیش‌آمدن انقلاب اسلامی و جریان‌های داخلی منطقه و حملهٔ رژیم بعثی به ایران کار احداث طرح توسعه برای مدتی متوقف شد ولی در سال ۱۳۶۳ دوباره پیگیری گردید و ساختمان عظیم و مجهز آن در سال ۱۳۷۰ به پایان رسید و مورد بهره‌برداری قرار گرفت. این ساختمان در هفت طبقه با ده‌ها اتاق و استودیوهای مجهز رادیو – تلویزیون، یکی از تأسیسات بزرگ صداوسیما در غرب کشور می‌باشد.
در سال ۱۳۵۷ قطعهٔ زمینی به مساحت ۲۰ هکتار (۵۰۰ در ۴۰۰) در جادهٔ مهاباد - ارومیه در حوالی روستای دریاس خریداری شد تا فرستندهٔ نو (۵۰ کیلوواتی) در آنجا نصب شود که اکنون کارهای مقدماتی آن آغاز شده و به محل فرستندهٔ دریاس معروف شده‌است.